# Klaarstraat
Klaarstraat is een buurtschap behorende tot gemeente Nederweert in de Nederlandse provincie Limburg. Klaarstraat ligt ten westen van het dorp Ospel.
Aan de Klaarstraatzijweg bevindt zich een kapel uit 1907, gewijd aan Onze Lieve Vrouw van Altijddurende Bijstand: de Onze-Lieve-Vrouw-van-Altijddurende-Bijstandkapel.
Deze kapel, gebouwd in neoromaanse stijl, is een rijksmonument.
In 1893 werd op deze plek een kleine coöperatieve zuivelfabriek gebouwd.
Deze fabriek ging in 1906 op in de coöperatieve stoomzuivelfabriek St. Isidorus. Het vrijgekomen gebouw werd verbouwd tot kapel.

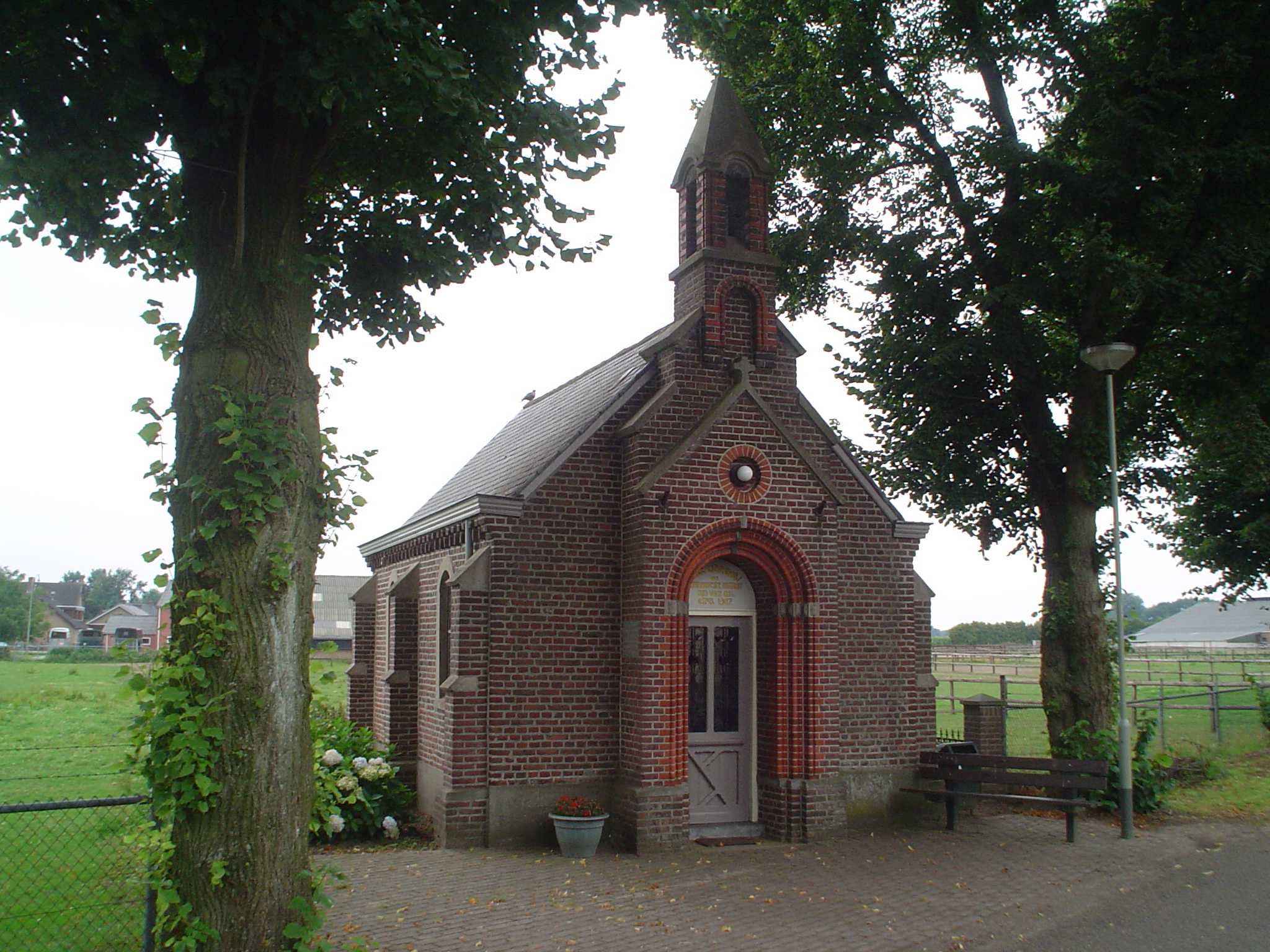
Onze-Lieve-Vrouw-van-Altijddurende-Bijstandkapel

Dorpen: Budschop · Leveroy · Nederweert · Nederweert-Eind · Ospel · Ospeldijk

Buurtschappen en gehuchten: Boeket · Bosserstraat · De Nieuwe Hoeven · Horick · Horickheide · Hulsen · Klaarstraat · Kreijel · Mildert · Nieuw- en Winnerstraat · Roeven · Schoor · Strateris · Waatskamp

Limburg: Steden en dorpen      Nederland: Provincies · Gemeenten